# Démocratie maintenant
Démocratie maintenant, en allemand Demokratie Jetzt (DJ) est l'un des mouvements citoyens qui ont vu le jour en RDA à l'époque de la chute du mur en 1989, et qui ont largement contribué à l'évolution politique et sociale d'alors.
Fin octobre 1989, Démocratie maintenant lance une campagne de signatures pour modifier l'article 1 de la Constitution est-allemande qui instituait le rôle dirigeant du Parti socialiste unifié. En novembre, le mouvement propose une « table quadripartite » à laquelle participeraient des représentants du SED, des partis du Bloc démocratique (en), des membres de l'Église et des mouvements de défense des droits civiques, une proposition mise en œuvre en décembre sous la forme d'une table ronde. La table ronde, à laquelle Démocratie maintenant participe avec deux représentants, se réunit à partir de décembre 1989.
Lors des élections législatives est-allemandes de 1990, Démocratie maintenant s'allie avec le Nouveau Forum et l'Initiative pour la paix et les droits de l'Homme, pour obtenir 2,9% des voix et 12 sièges sur 400. Avec les huit députés du parti des Verts en RDA, ils forment ensemble le groupe parlementaire Alliance 90/Les Verts. Le mouvement soutient une économie de marché sociale et écologique, l'État de droit, et l'unité de l'Allemagne en trois étapes (rapprochement, confédération d'États, fédération des Länder allemands).
Le mouvement fusionne en 1991 avec une partie du Nouveau Forum et de l'Initiative Paix et Droits de l'Homme (en) pour devenir Alliance 90.